# Parantica thargalia
Parantica thargalia är en fjärilsart som beskrevs av Hans Fruhstorfer 1910. Parantica thargalia ingår i släktet Parantica och familjen praktfjärilar. Inga underarter finns listade i Catalogue of Life.